# Plutarco Elías Calles, Veracruz
Plutarco Elías Calles är en ort i Mexiko.   Den ligger i kommunen Las Choapas och delstaten Veracruz, i den sydöstra delen av landet, 600 km öster om huvudstaden Mexico City. Plutarco Elías Calles ligger 445 meter över havet och antalet invånare är 284.
Terrängen runt Plutarco Elías Calles är kuperad. Runt Plutarco Elías Calles är det ganska glesbefolkat, med 42 invånare per kvadratkilometer. Närmaste större samhälle är Raudales Malpaso, 12,6 km söder om Plutarco Elías Calles. I omgivningarna runt Plutarco Elías Calles växer huvudsakligen savannskog.